# Haldir
I J.R.R. Tolkiens trilogi om Ringenes Herre, i de animerede film om det samme fra 1978 og 1980 samt i Peter Jacksons filmatisering fra 2001-2003 er Haldir en elver fra landet Lórien, hvor Galadriel og Celeborn regerer. Han er nærmere bestemt leder af de elvere, som bevogter landets nordlige grænse. Han er formodentlig opkaldt efter en tidligere elver, som bar samme navn, men som var et menneske. Det nævnes ikke i Tolkiens romaner, hvornår Haldir fødes og dør, eller hvor gammel han bliver. I filmen spilles han af New Zealænderen Craig Parker.

## Haldir i bøgerne og filmene
I både Tolkiens roman kaldet Ringenes Herre - Eventyret om Ringen og Peter Jacksons filmatisering af samme ser man Haldir, da Ringens broderskab ubevidst træder ind i Lóriens skove. Her leder han broderskabet til Lóriens hovedstad Caras Galadhon. I Tolkiens roman er han desuden sammen med sine to brødre, Rúmil og Orophin. Idet han ikke bryder sig meget om dværge, som de i umindelige tider havde kæmpet imod og foragtet, kræver han at Gimli, som er en del af broderskabet, får bind for øjnene, når de leder ham ind i landet. Aragorn foreslår at de alle bærer bind for øjnene, så ingen føler sig mere uværdige end andre. Elveren Legolas, som stammer fra et andet elverland kaldet Dunkelskov, er ikke begejstret for dette, men bliver imidlertid overtalt. Haldir og hans mænd er beskrevet som vagter, der sidder på platforme i træerne, klædt i grå kutter med hætte.
I Peter Jacksons filmatisering ser man også Haldir i Ringenes Herre - De to Tårne, da han leder en bataljon bueskytter fra Lórien, som skal komme Théoden, Aragorn, Legolas, Gimli og befolkningen i Rohan til undsætning i borgen Hornburg, og dræbe de Uruk-haier, Saruman har sendt ud. Netop som Aragorn befaler alle soldater at gøre retræte, bliver Haldir stukket i ryggen af en Uruk-hai. Aragorn kommer ham til undsætning, men når ikke at redde ham, før han dør. Denne episode er blevet kritiseret meget, idet det således skulle have lykkedes Haldir og hans mænd at komme til Hornburg på én dag, mens det tog tre dage for Aragorn, Legolas og Gimli at løbe fra Emyn Muil (nogle bakker på hver side af den store sø Nen Hithoel. På den ene side af Nen Hithoel løber Aragorn, Legolas og Gimli i forsøget på at redde Merry og Pippin, og på den anden side vandrer Frodo og Sam, og det er her de møder Gollum) til Fangorn-skoven.
Haldir er også en karakter i visse spil som omhandler Ringenes Herre, blandt andet computerspil-serien The Battle for Middle-Earth.